# Hạt Phủ doãn Tông tòa Ulaanbaatar
Hạt Phủ doãn Tông tòa Ulaanbaatar (tiếng Mông Cổ: Улаанбаатар хот дахь Элч нарын эрх мэдэлд суурилсан шашны засаг захиргаа; tiếng Latinh: Praefectura Apostolica Ulaanbaatarensis) là một Hạt Đại diện Tông tòa (lãnh thổ truyền giáo tiền giáo phận) của Giáo hội Công giáo Rôma tại Mông Cổ và phụ trách toàn bộ lãnh thổ nước này.
Nhà thờ chính tòa của Hạt Phủ doãn Tông tòa là Nhà thờ chính tòa Thánh Phêrô và Thánh Phaolô, nằm tại thủ đô Ulaanbaatar của Mông Cổ.
Hạt Phủ doãn Tông tòa chịu sự quản lí trực tiếp từ Tòa Thánh và không trực thuộc một giáo tỉnh nào.
Vào ngày 28/8/2016, Đức ông Wenceslao Padilla đã tấn phong cho linh mục người Mông Cổ bản địa đầu tiên của Hạt Phủ doãn Tông tòa. Các chủng sinh khác hiện tại đang tu trì tại Hàn Quốc.

## Lịch sử
- 14/3/1922, Giáo hội “sui iuris” Ngoại Mông (tiếng Trung: 外蒙古自治傳教區) được thành lập dựa trên lãnh thổ tách ra từ Hạt Đại diện Tông tòa Trung Mông Cổ
- Đổi tên năm 1924 thành Giáo hội sui iuris Urga (hay Ulanbator)
- 8/7/2002, được nâng cấp thành Hạt Phủ doãn Tông tòa Ulaanbaatar, nhưng vẫn chưa được trao cho một giám mục hiệu tòa quản lí.

## Thống kê
Đến năm 2014, Hạt Phủ doãn Tông tòa có 919 giáo dân (0,03% trong dân số 3.227.000) trên diện tích 1,564,120 km2 với 6 giáo xứ và giáo hội với 17 linh mục (14 linh mục dòng và 3 linh mục triều), 61 giáo dân có đời sống tín ngưỡng (43 nữ, 18 nam) và 2 chủng sinh.

## Tông truyền
Trưởng Giáo tỉnh Ngoại Mông
- Giám quản Tông tòa Girolamo van Aertselaer, C.I.C.M. (1922 – 1924), đồng thời là Đại diện Tông tòa Hạt Đại diện Tông tòa Sát Cáp Nhĩ (Trung Quốc) & Giám mục hiệu tòa Zaraï (7/5/1898 – 12/1/1924)

Trưởng Giáo tỉnh Urga/Urgoo (hay Ulaanbaatar)
- Giám quản Tông tòa Everard Ter Laak, C.I.C.M. (1924 – 5/5/1931), đồng thời là Phó Đại diện Tông tòa Sát Cáp Nhĩ (Trung Quốc) & Giám mục hiệu tòa Parœcopolis (1914-05-06 – 1931-05-05); trước là Đại diện Tông tòa Hạt Đại diện Tông tòa Nam Cam Túc (Trung Quốc) (21/6/1906 – 6/5/1914) và Đại diện Tông tòa Sát Cáp Nhĩ (Trung Quốc) (12/1/1924 – 3/12/1924); sau trở thành Đại diện Tông tòa Tây Loan Tử (Trung Quốc) (3/12/1924/ – 5/5/1931)
- Đ.ô. Wenceslao Selga Padilla, C.I.C.M. (19/4/1992 – 8/7/2002)

Phủ doãn Tông tòa Ulaanbaatar
- Wenceslao Selga Padilla, C.I.C.M. (8/7/2002 – 25/9/2018), Giám mục hiệu tòa Tharros (2/8/2003 – 25/9/2018)
- Hồng y Giorgio Marengo, I.M.C. (2/4/2020 – hiện tại), Hồng y đẳng linh mục nhà thờ San Giuda Taddeo Apostolo (2022–hiện tại)